# Цибизов, Алексей Фёдорович
Алексей Фёдорович Цибизов (5 апреля 1929 года, с. Троицкое, Тюльганский район, Оренбургская область, СССР — 21 мая 2014 года, Оренбург, Россия) — советский и российский композитор, Заслуженный работник культуры РСФСР (1987 год).

## Биография

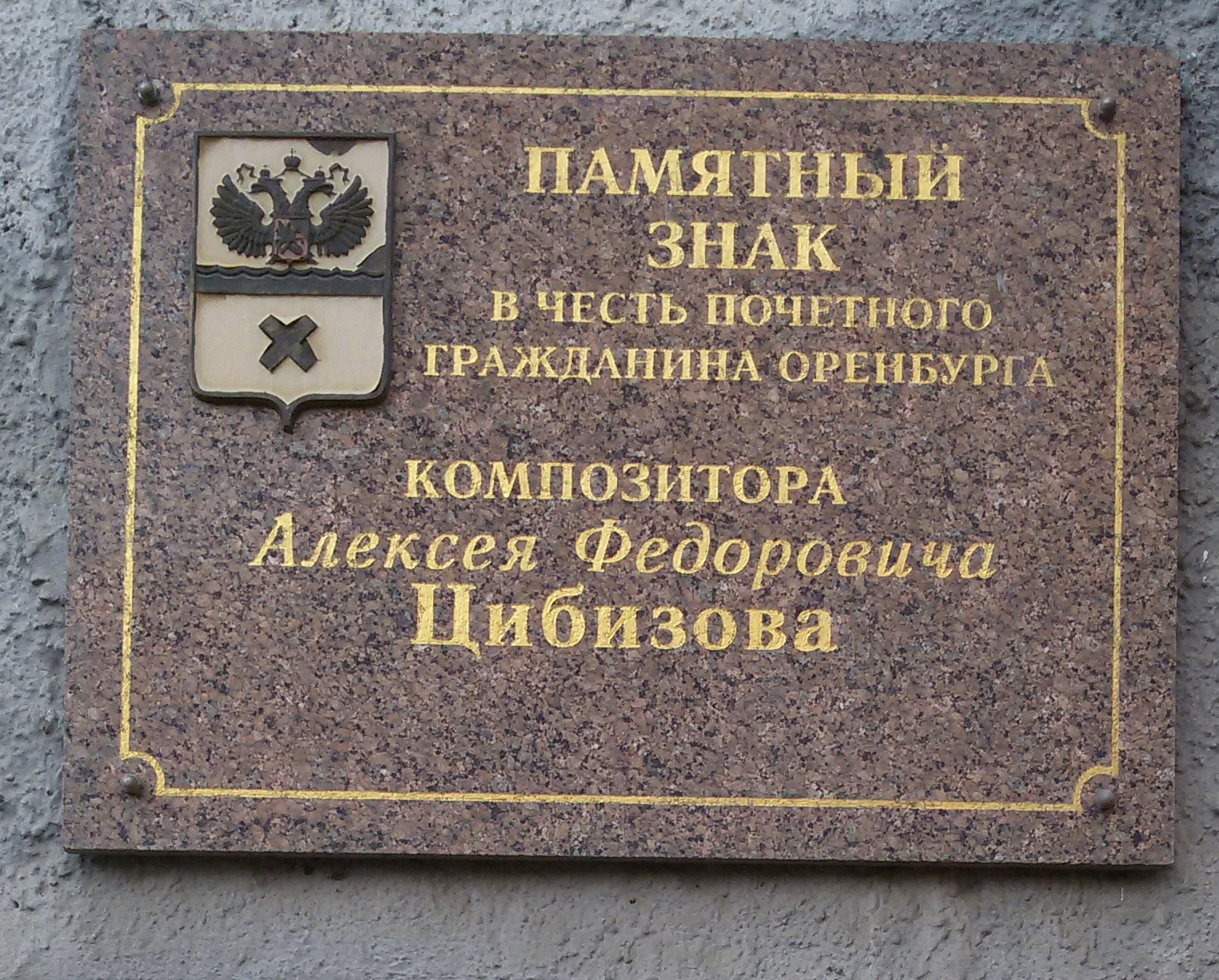
Мемормиальная доска в Оренбурге

Родился в 1929 году в семье Елены Фаддеевны и Фёдора Лаврентьевича Цибизовых.
В пять лет самостоятельно научился играть на гармошке, в шесть лет выступал на районных смотрах художественной самодеятельности. Учился в Троицкой общеобразовательной школе, закончив которую в 1947 году поступил в Оренбургское музыкальное училище. В 1951 году закончил его с отличием, был призван в армию, направлен для учёбы в Зенитно-ракетное училище. В 1954 году уже в качестве офицера связи стал участником событий на Тоцком полигоне во время войсковых тактических учений с применением ядерного оружия, за что позже, в 1992 году награждён Орденом Мужества. В начале 1960-х годов демобилизовался, окончил институт культуры. Преподавал в Оренбургском училище культуры, руководил ансамблем «Родничок», основал хор «Колхозные голоса». Написал более 400 песен, музыку к тридцати спектаклям и двум опереттам. Неоднократно становился лауреатом и дипломантом всесоюзных и республиканских конкурсов. Произведения композитора исполняются Государственным Уральским народным хором, Государственным академическим Оренбургским русским народным хором, коллективами художественной самодеятельности. Иосиф Кобзон исполнял песню Цибизова «Милицейский соловей». В 1987 году Алексей Цибизов был удостоен звания «Заслуженный работник культуры РСФСР». В 1999 году стал Почётным гражданином Оренбурга (Постановление Оренбургского городского Совета от 10.05.1999 г. № 83).
Умер 21 мая 2014 года. Похоронен на кладбищенском комплексе «Степной-1».
Его дочь и внучка пошли по его стопам и преподают в музыкальном колледже института искусств..